# 高沢産業
高沢産業株式会社（たかさわさんぎょう）は長野県長野市に本社を置く専門商社。鉄鋼原料事業部、建設資材事業部、セメント建材事業部、ＯＡシステム事業部の四事業部からなる。
多くの関連会社を持ち、高沢産業を中核とするこの企業集団を“高沢グループ”と称する。2023年度長野県内企業売上高ランキング（帝国データバンク）によると、グループ内に売上高200億円超の企業が2社あり（高沢産業349億円、タカサワ271億円）、グループの年間総売上高は1200億円を超える。

## 事業概要
鉄鋼分野では、鋳物用原材料（銑鉄、コークス、合金鉄、スクラップ等）の専門商社として、中京圏から東日本を主な商圏としている。本社所在地である長野県では、建設分野（道路用舗装資材製造販売、生コンクリート、セメント等の資材販売）が中心であり、この他にOAシステム事業、大規模太陽光発電事業などを行っている。
多角的経営に特徴があり、グループ傘下の関連企業では、建設資材販売、建築土木施工、鋳造製品製造、鉄及び非鉄金属加工、輸入自動車販売、レンタカー事業（オリックスレンタカーの国内最大のFC）、石油製品販売、LPガス販売、書籍販売（平安堂）、介護福祉事業、飲食FC事業（大戸屋、大阪王将、元町珈琲、シャトレーゼ）、文具事務用品卸売など幅広い分野に事業を展開している。

## 沿革
- 1911年（明治44年） - 創業
- 1947年（昭和22年） - 株式会社に組織変更

## 事業所
- 本社 - 長野市南千歳1-15-3
- 名古屋支店 - 名古屋市熱田区金山町1-11-7
- 東京支店 - 川口市八幡木3-2-4
- 営業本部 - 長野市川合新田2889-5
- 更埴営業所 - 千曲市新田土手外909
- 東部営業所 - 東御市加沢1366
- 軽井沢営業所 - 北佐久郡軽井沢町追分三ツ石1392
- 長野工場 - 長野市大豆島舟渡島5562
- 松本営業所 - 松本市笹賀5652-15
- 中信営業所 - 松本市井川城3-12-17
- 山形事業所 - 山形市立谷川2-1312-3

## グループ企業・主な店舗
- 株式会社タカサワ
- 株式会社タカサワマテリアル
- 株式会社平安堂
- タカサワ通商株式会社
- 株式会社タツノ
- 株式会社蔦友
- 高和興業株式会社
- 帝研化工株式会社
- 株式会社高和製作所
- 北信アスコン株式会社
- 千曲開発工業株式会社
- 信濃石産興業株式会社
- 第一生コンクリート株式会社
- サンポンプクリート株式会社
- 株式会社デュアル
- 株式会社内山商店
- 株式会社小椋
- 株式会社テーエスケー

- ヤマサ石産販売株式会社
- エスケイメタル株式会社
- 株式会社中央写真
- 佐久インターウェーブ
- 南長野ゴルフ倶楽部
- モトーレン長野(Nagano BMW)
- プジョー長野
- プジョー松本
- プジョー甲府
- シトロエン長野
- ルノー信州長野
- ルノー信州松本
- ジープ長野
- ジープ松本
- ジープ甲府
- アルファロメオ松本
- フィアット・アバルト甲府
- スズキアリーナまめじま

　ほか

### 他社の買収
- 1999年：ジャスコが運営していた自動車ディーラー「フォードライフ信州」を買収。
- 2002年：地元の自動車ディーラー「オートババリアン」（BMW正規ディーラー）を買収。「モトーレン長野」に社名を変更する。
- 2005年：地元の建設資材商社「オークサ・マテックス」（現・タカサワマテリアル）を買収。
- 2009年：地元の商社「アルピコ通商」（アルピコグループ）を買収。
- 2010年：山梨県甲府市の自動車ディーラー「フォード山梨」[2]を買収。
- 2012年：長野県内を中心に書店「平安堂」を展開する「株式会社平安堂」を完全子会社化。書籍販売業界の環境が厳しさを増す中、経営基盤強化を目指す平安堂が支援要請を行ったもの。3月15日付の信濃毎日新聞にて、当社社長である高澤曜宏は、買収の意図について「長野の文化的な顔を守る必要があると判断した」とし[3]、また同年6月16日の同紙インタビューでは「平安堂は老舗書店として地域の信頼を得ており、住民の生活の一部だ。業界をめぐる環境は厳しいが、貢献したいと思った」とコメントしている[4]。